# Tauno Valo
Tauno Valter Valo, född 24 januari 1920 i Tusby, död 19 juli 2009 i Tusby, var en finländsk politiker och företagare. Kommerserådet Valo var ledamot av Finlands riksdag 1979–1991.
Valos affärsidé med grustransporter visade sig framgångsrik och i folkmun blev han känd som "Sorakeisari" ("Gruskejsaren"). Högermannen Valo blev invald i riksdagen i riksdagsvalet 1979 som samlingspartist. Han omvaldes två gånger. Hans antisocialistiska slogan lydde "Soraa sosialismin rattaisiin".